# Ato Boldon
Ato Jabari Boldon (né le 30 décembre 1973 à Port-d'Espagne) est un athlète trinidadien spécialiste des épreuves de sprint, champion du monde du 200 m en 1997 et quadruple médaillé olympique sur 100 m (bronze en 1996, argent en 2000) et 200 m (bronze en 1996 et 2000).

## Carrière
Né à Trinité-et-Tobago d'une mère Jamaicaine et d'un père Trinidadien, il rejoint dès l'âge de 14 ans les États-Unis où il pratique le football (soccer)  à Jamaïca High School, QUEENS (NY). Ses capacités de sprinter sont rapidement détectées et il représente son pays lors des Jeux olympiques 1992 à Barcelone. 
Il fait partie avec Maurice Greene du groupe d'entraînement de John Smith. 
En 1996, Boldon remporte deux médailles de bronze lors des Jeux olympiques d'Atlanta sur 100 m (9 s 90) et 200 m (19 s 80). L'année suivante, il est sacré champion du monde du 200 m en 20 s 04.
En 1998, il réussit l'exploit encore non dépassé de terminer toutes ses courses sur 100 mètres sous les dix secondes. Il est également très ami avec le sprinteur Jon Drummond.
En 2000, lors des Jeux olympiques de Sydney, Boldon devient vice-champion olympique sur 100 m (9 s 99) et médaillé de bronze sur 200 m (20 s 20). Il est de nouveau médaillé lors des mondiaux suivants sur 100 m (bronze) et 4 x 100 m (argent).
Lors des championnats du monde 2003 de Paris, il est éliminé en demi-finale du 100 m dans un temps de 10 s 22, finissant 5e.
Il est l'un des sportifs trinidadiens les plus connus et reste le sprinteur trinidadien le plus célèbre qui a ouvert la voie à une nouvelle génération très talentueuse de coureurs de 100 m (Richard Thompson, Keston Bledman, Darrel Brown, Marc Burns, Emmanuel Callander, Aaron Armstrong, etc.) qui s'est distinguée lors des JO 2008, des mondiaux 2005 et 2009.

## Coaching
En 2012, il commence à coacher Khalifa St. Fort et fait améliorer en un mois son record de 12 s 30 à 11 s 50. St. Fort remporte la médaille d'argent des championnats du monde cadets 2015 à Cali sur 100 m puis remporte, chez les séniors, à 17 ans, la médaille de bronze du relais 4 x 100 m des championnats du monde 2015 à Pékin.

## Contrôle antidopage
En mai 2001, il est contrôlé positif à l'éphédrine (stimulant) et fait l'objet d'un blâme de la part de la Fédération internationale d'athlétisme. 

## Palmarès
| Date | Compétition                   | Lieu           | Résultat | Épreuve   | Temps   |
| ---- | ----------------------------- | -------------- | -------- | --------- | ------- |
| 1992 | Championnats du monde juniors | Séoul          | 1er      | 100 m     | 10 s 30 |
| 1992 | Championnats du monde juniors | Séoul          | 1er      | 200 m     | 20 s 63 |
| 1994 | Jeux du Commonwealth          | Victoria       | 4e       | 100 m     | 10 s 07 |
| 1995 | Championnats du monde         | Göteborg       | 3e       | 100 m     | 10 s 03 |
| 1996 | Jeux olympiques               | Atlanta        | 3e       | 100 m     | 9 s 90  |
| 1996 | Jeux olympiques               | Atlanta        | 3e       | 200 m     | 19 s 80 |
| 1997 | Championnats du monde         | Athènes        | 5e       | 100 m     | 10 s 02 |
| 1997 | Championnats du monde         | Athènes        | 1er      | 200 m     | 20 s 04 |
| 1997 | Finale du Grand Prix          | Fukuoka        | 4e       | 200 m     | 20 s 44 |
| 1998 | Goodwill Games                | New York       | 2e       | 100 m     | 10 s 00 |
| 1998 | Goodwill Games                | New York       | 1er      | 200 m     | 20 s 15 |
| 1998 | Jeux du Commonwealth          | Kuala Lumpur   | 1er      | 100 m     | 9 s 88  |
| 2000 | Jeux olympiques               | Sydney         | 2e       | 100 m     | 9 s 99  |
| 2000 | Jeux olympiques               | Sydney         | 3e       | 200 m     | 20 s 20 |
| 2001 | Championnats du monde         | Edmonton       | 3e       | 100 m     | 9 s 98  |
| 2001 | Championnats du monde         | Edmonton       | 2e       | 4 × 100 m | 38 s 58 |
| 2001 | Goodwill Games                | Brisbane       | 4e       | 100 m     | 10 s 41 |
| 2003 | Jeux panaméricains            | Saint-Domingue | 2e       | 4 × 100 m | 38 s 53 |
| 2004 | Jeux olympiques               | Athènes        | 7e       | 4 x 100 m | 38 s 60 |

### Records personnels
| Épreuve | Date                                                   | Lieu                    | Temps        |
| ------- | ------------------------------------------------------ | ----------------------- | ------------ |
| 60 m    | 23 février 1997                                        | Birmingham              | 6 s 49 (RN)  |
| 100 m   | 19 avril 1998 17 juin 1998 16 juin 1999 2 juillet 1999 | Walnut Athènes Lausanne | 9 s 86       |
| 200 m   | 13 juillet 1997                                        | Stuttgart               | 19 s 77 (RN) |